# Comté de Sanpete
Le comté de Sanpete est l’un des vingt-neuf comtés de l’État de l'Utah, aux États-Unis.
Son siège est Manti ; la plus grande ville du comté est par ailleurs Ephraim.